# Sneakerella
Sneakerella ist ein US-amerikanischer Musikfilm von Elizabeth Allen Rosenbaum aus dem Jahr 2022. Der Film basiert auf dem Märchen Aschenputtel, jedoch wurde die Handlung in die heutige Zeit versetzt und der verlorene Glasschuh wurde hier durch ein Sneaker ersetzt. Die Hauptrollen haben Chosen Jacobs und Lexi Underwood innen. Der Film wurde am 13. Mai 2022 weltweit auf dem Video-on-Demand-Portal Disney+ veröffentlicht.

## Handlung
El arbeitet im Schuhgeschäft seiner verstorbenen Mutter im New Yorker Stadtbezirk Queens, das ihm sehr am Herzen liegt. In Wahrheit träumt er von einer professionelle Karriere als Sneaker-Designer. Doch sein Stiefvater Trey und seine Stiefbrüder Zelly und Stacey hindern ihn daran, seine Pläne zu verwirklichen. Als er zusammen mit seiner besten Freundin Sami eine Schuhgeschäfts-Eröffnung besucht, trifft er auf Kira King. El ahnt jedoch nicht, dass vor ihm die Tochter des Basketballstars und Sneaker-Tycoons Darius King steht. Die beiden verstehen sich auf Anhieb und El zeigt Kira sein Viertel. Dabei kommen sie sich näher.
Am nächsten Tag erfährt El, wen er wirklich getroffen hat und ist peinlich berührt, da er Kiras Sneakers beleidigt hat. Diese ist jedoch von El fasziniert und möchte ihn als Designer gewinnen. Bei einer großen Gala soll der neue Designer der Kings vorgestellt werden. Als El erfährt, dass Trey das Geschäft seiner Mutter verkaufen und zurück nach Jersey will, fängt er an, ein Paar Sneaker zu kreieren. Um seine Schuhe zu präsentieren, schleicht er sich zusammen mit Sami auf eine Veranstaltung der Kings. Dabei trifft er Kira wieder, die ihn ihren Eltern vorstellen möchte. El wird versehentlich als berühmter Underdog-Designer vorgestellt und stellt dies nicht klar, da er sich mittlerweile in Kira verliebt hat. Als er fluchtartig die Veranstaltung verlassen muss, verliert er einen Sneaker. Kira finden ihn und sucht zusammen mit ihrer Schwester Liv nach El.
El wird von Sami überzeugt sich Kira zu offenbaren. Jedoch bekommen Zelly und Stacey davon Wind. Da beide unbedingt wieder aus New York City verschwinden wollen, sabotieren sie Els Pläne. Sie erzählen Darius, dass El nur ein einfacher Verkäufer in einem Schuhgeschäft ist. Kira ist enttäuscht und möchte von El nichts mehr wissen. El kann dies nicht akzeptieren und crasht die Gala der Kings. Er liefert sich ein Rap-Battle mit Darius und offenbart dabei seine wahren Gefühle. Zelly und Stacey wollen dies zwar verhindern, werden jedoch von ihrem Vater aufgehalten, da dieser endlich das Talent seines Stiefsohnes erkennt. El erhält den Sneaker-Deal mit den Kings und gesteht Kira seine Gefühle.
Ein Jahr später führen El und Kira eine Beziehung und El ist Besitzer des Schuhgeschäftes seiner Mutter, welches kreative Sneakers verkauft.

## Hintergrund
Der Film wurde im Februar 2020 für Disney+ nach einem Drehbuch von David Light, Joseph Raso, Tamara Chestna, Mindy Stern und George Gore II angekündigt. Dabei handelt es sich um eine moderne Version von Aschenputtel. Die zentralen Rollen werden dabei von Chosen Jacobs, Lexi Underwood und John Salley verkörpert.
Ursprünglich sollten die Dreharbeiten ab Mai 2020 beginnen, mussten jedoch aufgrund der COVID-19-Pandemie verschoben werden. Die Produktion begann am 19. Oktober 2020 in Toronto und Hamilton, Ontario, Kanada. Drehende war der 9. Dezember 2020.
Die Veröffentlichung des Filmes sollte ursprünglich 2021 erfolgen, wurde jedoch auf den 18. Februar 2022 und anschließend auf den 13. Mai 2022 verschoben.

## Besetzung und Synchronisation
| Rolle       | Schauspieler        | Synchronsprecher     |
| ----------- | ------------------- | -------------------- |
| El          | Chosen Jacobs       | Oliver Szerkus       |
| Kira King   | Lexi Underwood      | Helen Malin Blaschke |
| Sami        | Devyn Nekoda        | Josephine Martz      |
| Trey        | Bryan Terrell Clark | Armin Schlagwein     |
| Zelly       | Kolton Stewart      | Patrick Baehr        |
| Stacy       | Hayward Leach       | Tim Schwarzmaier     |
| Liv         | Robyn Alomar        |                      |
| Denise King | Yvonne Senat Jones  | Nurcan Özdemir       |
| Gustavo     | Juan Chioran        | Carlos Lobo          |
| Darius King | John Salley         | Sascha Rotermund     |

## Soundtrack
Parallel zur Filmveröffentlichung erschien der Soundtrack zum Film. Neben Originalsongs ist auch eine Coverversion von A Dream Is a Wish Your Heart Makes aus dem Zeichentrickfilm Cinderella
1. Kicks – Chosen Jacobs
2. Best Ever – Chosen Jacobs & Lexi Underwood
3. Best Ever (Reprise) – Chosen Jacobs & Lexi Underwood
4. In Your Shoes – Chosen Jacobs
5. Work Up – Chosen Jacobs
6. Life Is What You Make It – Chosen Jacobs, Juan Chioran & Devyn Nekoda
7. A Dream Is a Wish Your Heart Makes – Chosen Jacobs & Lexi Underwood
8. Perfect Fit – Lexi Underwood & Robyn Alomar
9. Shut It Down – Kolton Stewart & Hayward Leach
10. Finale – Cast von Sneakerella
11. Life Is What You Make It (Reprise) – Chosen Jacobs, Lexi Underwood & Juan Chioran
12. A Dream Is a Wish Your Heart Makes (Remix) – Chosen Jacobs & Lexi Underwood
13. Fly Higher – Theron „Neff-U“ Feemster & Julia Pratt

## Kritiken
Das Lexikon des internationalen Films vergibt drei von fünf Sternen und lobt, dass  „[s]chwungvolle Song-and-Dance-Nummern, ein überzeugendes Ensemble und eine Story um kreative Energie, die mit etwas Hilfe alle Hindernisse überwindet, […] für charmante Unterhaltung [sorgen].“
Auf der Website Rotten Tomatoes erhielt der Film eine positive Bewertung von 100 %.